# Contea di Xihua
La contea di Xihua (西华县S, Xīhuá XiànP) è una contea della Cina, situata nella provincia di Henan e amministrata dalla prefettura di Zhoukou.